# Luís Manuel (cantor)
Luís Manuel é um cantor português. Nascido em Ferreira do Alentejo, esteve no estrangeiro tendo regressado entretanto.

## Percurso
Era emigrante no Luxemburgo onde esteve durante 18 anos tendo começado por ser cantor do grupo de baile "Os Apolos" fundado em 1979 .
O seu primeiro single, lançado em 1985, foi "Encontro Na Praia". Tratava-se de uma versão de "You´re my heart, you´re my soul" dos Modern Talking que incluía no lado b a versão instrumental do mesmo tema. No segundo single repetiu a fórmula com "Eu e tu, tu e eu" (versão de "You can win if you want" dos Modern Talking)" e "Discoteca", versão de "You're A Woman" dos Bad Boys Blue.
"Sexta Feira à Noite", outro dos seus grandes sucessos, é uma versão de "Touch by Touch" do grupo austríaco Joy.
Em 1986 lançou novo single com mais duas versões dos Modern Taking: "Chamo-me Luís" e "Querido Querido Amor".
No álbum "Exitos de Verão" aparecem versões de "Atlantis is calling" ("Nasci Para Cantar") e "Geronimo´s Cadillac" ("Tenho a Vida para Viver").
Em 1990 lança "Luís Manuel e Elas" que inclui duas canções de Jorge Ferreira ("Amor Sincero" e "Tu Vais Voltar"), uma versão de "Mãe" do Conjunto Oliveira Muge aqui renomeada de "Mamãe". "Com Paixão" é lançado em 1991 através da editora Clave.
Assinou com a editora Espacial tendo lançado em 1991 uma compilação com os seus maiores sucessos.
É autor da canção “AGIR POR TIMOR” gravada em 1992 em conjunto com vários artistas portugueses a residir em Paris: Vasco Jorge, Tony Carreira, Sylvi, Graciano Saga, Jorge Kito, Manuel Afonso, Isabel Lima, Davide Alexandre, Arminda Marco, Didi, Mendes Carlos Sarmento, Lucy, Gerard Adat, Sheila Franco, Angi e Sabrina.
Em 1992 grava novo longa duração com os temas "Coração Louco", "Portugal Meu País", "Meu Berço Adorado", "Amor de Pai", "Se Me Amas", "Nas Estrelas da Noite", "Darling", "Amor de Perdição", "Will You Still Love Me" e "Agir por Timor".
Em 1993 é editado o disco "Tempo de Festa".
Em 1994 é lançado o álbum "Num Dia de Verão" com os temas "Coração Ferido", "Cadilac" (versão em português de "Backseat Of Your Cadillac"), "Doido por Ti", "Num Dia de Verão", "Romantic Avec Toi", "Timor", "Maria Maria", "Olhos Sinceros", "Nasci para Cantar", "Vamos À Feira", "Já Não Vais Encontrar" e "Romântico Demais".
O CD "Sexta-Feira à Noite" inclui os temas "Bilhete Postal", "Sexta-Feira À Noite", "Naquela Praia", "Hello", "Que Pena", "Jamais", "Tu És A Minha Fantasia", "Só Tu", "Sandra, Sónia", "Nunca, Nunca Mais" (versão de "Are You Man Enough" de C.C. Catch) e "Mulher Sentimental".
O álbum "Dia 1 de Agosto" é lançado em 1996. O CD "Menina Mulher" de 1997 inclui temas como "Menina Mulher" e "Princesa do Amor" (nova versão dos Modern Talking). O disco "Não te Deixo Só", editado em 2000, inclui uma versão de "You Are Not Alone".
A compilação "O Melhor de" é lançada em 2001. Novos discos com "Loucuras de amor" (2005), "Transparência" (2006) e "Renascer (2007).
A caixa "Êxitos", editada em 2007, reúne 39 canções da sua carreira mais um medley. Grandes sucessos como "Tempo de Festa", "Num Dia de Verão", "Naquela Praia", "Menina Mulher", "Teu Jeito de Cigana" e "Bomba de Verão".
Em 2008 lança o álbum "Oh Madalena" com temas como "Oh Madalena (vem cá)", "As Coisinhas Dela" e "Essa Mulher Transmontana".
O disco "Outros Caminhos" é lançado em 2011. "Mexe Remexe" é o tema que lança em 2013.
Alguns dos seus maiores sucessos são "Chamo-me Luís", "Bilhete postal", "Dia 1 de Agosto", "Tempo de festa", "Num dia de verão", "Sexta-feira à noite", "Menina mulher", "Solidão" e "Naquela praia" .

## Discografia
- Encontro Na Praia / Instrumental (Single, Disques Lis, 1985) LIS023
- Eu E Tu, Tu E Eu / Discoteca (Single, 1985)
- Luís Manuel e J. Ferreira (1985)
- Chamo-Me Luís / Querido Querido Amor (Single, 1986)
- Êxitos de Verão (LP, 1986)

- Luís Manuel e Elas (K7, Clave, 1990) Clave 046
- Com Paixão (K7, Clave, 1991)
- Coração Louco (CD, Espacial, 1992)
- Tempo de Festa (CD, Espacial, 1993)
- Num Dia de Verão (CD, Espacial, 1994)
- Sexta-Feira à Noite (CD, Espacial, 1995)
- Dia 1 de Agosto (CD, Espacial, 1996)
- Menina Mulher (CD, Espacial, 1997)
- Não te Deixo Só (CD, Espacial, 2000)
- O Melhor de (CD, Espacial, 2001)
- Renascer (CD, Espacial, 2003)
- Loucuras de amor (CD, Espacial, 2005)
- Transparência (CD, Espacial, 2006)
- Êxitos (2CD, Espacial, 2007)
- Oh Madalena (CD, Espacial, 2008)
- Êxitos Vol. 1 (2009)
- Êxitos Vol. 2 (2009)
- Outros Caminhos (Nucafé, 2011)
- Best Of (CD, Espacial, 2016)